# Rzgów (Łódź)
Rzgów è un comune urbano-rurale polacco del distretto di Łódźz Est, nel voivodato di Łódź.
Ricopre una superficie di 65,97 km² e nel 2004 contava 8 950 abitanti.